# Mistrzostwa Polski w biathlonie
Mistrzostwa Polski w biathlonie – najważniejsze, coroczne zawody w biathlonie w Polsce, organizowane przez Polski Związek Biathlonu.
Pierwsze mistrzostwa Polski odbyły się w 1967 roku. Odbyła się tylko jedna konkurencja - bieg indywidualny na 20 km mężczyzn, a zwycięstwo odniósł reprezentujący WKS Zakopane, Andrzej Nędza. Rok później po raz pierwszy zorganizowano bieg sztafetowy mężczyzn na dystansie 4 x 7,5 km, a w 1974 bieg sprinterski (10 km), którego zwycięzcą został zawodnik WKS Zakopane Andrzej Rapacz. W 1999 roku po raz pierwszy rozegrano bieg pościgowy (12,5 km) – pierwszym tryumfatorem został Tomasz Sikora.
Kobiety po raz pierwszy wystartowały w mistrzostwach Polski w 1990 roku, a pierwszymi zwyciężczyniami zostały reprezentantki Dynamitu Chorzów Agata Suszka w sprincie (7,5 km) i Zofia Kiełpińska w biegu indywidualnym (15 km).
PZBiath organizuje również corocznie mistrzostwa polski w biathlonie letnim (bieg crossowy ze strzelaniem) i na nartorolkach (bieg na nartorolkach ze strzelaniem).

## Organizatorzy[1]

### Zimowe MP
- 1967  Kościelisko
- 1968  Kościelisko
- 1969  Kościelisko
- 1970  Kościelisko
- 1971  Kościelisko
- 1972  Kościelisko
- 1973  Kościelisko
- 1974  Kościelisko
- 1975  Kościelisko
- 1976  Kościelisko
- 1977  Kościelisko
- 1978  Kościelisko
- 1979  Jakuszyce
- 1980  Kościelisko
- 1981  Duszniki-Zdrój
- 1982  Kościelisko
- 1983  Kościelisko
- 1984  Wisła
- 1985  Duszniki-Zdrój
- 1986  Kościelisko
- 1987  Wisła
- 1988  Duszniki-Zdrój
- 1989  Jakuszyce
- 1990  Duszniki-Zdrój
- 1991  Duszniki-Zdrój
- 1992  Kościelisko
- 1993  Kościelisko
- 1994  Duszniki-Zdrój
- 1995  Jakuszyce
- 1996  Duszniki-Zdrój
- 1997  Duszniki-Zdrój
- 1998  Jakuszyce
- 1999  Duszniki-Zdrój
- 2000  Kościelisko
- 2001  Jakuszyce
- 2002  Jakuszyce
- 2003  Jakuszyce
- 2004  Kościelisko /  Duszniki-Zdrój
- 2005  Kościelisko
- 2006  Kościelisko
- 2007  Jakuszyce
- 2008  Jakuszyce
- 2009  Wisła
- 2011  Jakuszyce
- 2012  Jakuszyce /  Wisła
- 2013  Jakuszyce
- 2014  Osrblie[a]
- 2015  Duszniki-Zdrój /  Jakuszyce
- 2016  Jakuszyce[b]
- 2017  Kościelisko /  Jakuszyce
- 2018  Duszniki-Zdrój
- 2019  Duszniki-Zdrój
- 2020  Duszniki-Zdrój
- 2021  Duszniki-Zdrój
- 2022  Duszniki-Zdrój
- 2023  Jakuszyce[c]
- 2024  Jakuszyce
- 2025  Jakuszyce

### LetnieMP
- 2011  Kościelisko
- 2012  Kościelisko
- 2013  Czarny Bór
- 2014  Czarny Bór
- 2015  Kościelisko
- 2016  Czarny Bór
- 2017  Kościelisko
- 2018  Duszniki-Zdrój
- 2019  Duszniki-Zdrój
- 2020  Duszniki-Zdrój
- 2021  Czarny Bór
- 2022  Czarny Bór
- 2023  Czarny Bór
- 2024  Kościelisko
- 2025  Jakuszyce

### NartorolkoweMP
- 2011  Letohrad
- 2012  Duszniki-Zdrój
- 2013  Duszniki-Zdrój
- 2014  Duszniki-Zdrój
- 2015  Duszniki-Zdrój
- 2016  Letohrad
- 2017  Duszniki-Zdrój
- 2018  Duszniki-Zdrój
- 2019  Czarny Bór
- 2020  Duszniki-Zdrój
- 2021  Duszniki-Zdrój
- 2022  Kościelisko
- 2023  Duszniki-Zdrój
- 2024  Czarny Bór
- 2025  Duszniki-Zdrój

## Zwycięzcy

### Mężczyźni
| Rok  | Sprint (10 km)                                               | Bieg pościgowy (12,5 km)                 | Bieg masowy (15 km)                        | Bieg indywidualny (20 km)                | Sztafeta (4 x 7,5 km) | Drużynowo          |
| ---- | ------------------------------------------------------------ | ---------------------------------------- | ------------------------------------------ | ---------------------------------------- | --------------------- | ------------------ |
| 1967 | –                                                            | –                                        | –                                          | Andrzej Nędza (WKS Zakopane)             | –                     | –                  |
| 1968 | –                                                            | –                                        | –                                          | Stanisław Szczepaniak (WKS Zakopane)     | WKS Zakopane          | –                  |
| 1969 | –                                                            | –                                        | –                                          | Andrzej Rapacz (WKS Zakopane)            | WKS Zakopane          | –                  |
| 1970 | –                                                            | –                                        | –                                          | Andrzej Rapacz (WKS Zakopane)            | WKS Zakopane          | –                  |
| 1971 | –                                                            | –                                        | –                                          | Aleksander Klima (WKS Zakopane)          | –                     | –                  |
| 1972 | –                                                            | –                                        | –                                          | Aleksander Klima (WKS Zakopane)          | –                     | –                  |
| 1973 | –                                                            | –                                        | –                                          | Aleksander Klima (WKS Zakopane)          | –                     | –                  |
| 1974 | Andrzej Rapacz (WKS Zakopane)                                | –                                        | –                                          | Jan Szpunar (WKS Zakopane)               | WKS Zakopane          | –                  |
| 1975 | Andrzej Rapacz (WKS Zakopane)                                | –                                        | –                                          | Andrzej Rapacz (WKS Zakopane)            | –                     | –                  |
| 1976 | Andrzej Rapacz (WKS Zakopane)                                | –                                        | –                                          | Andrzej Rapacz (WKS Zakopane)            | WKS Zakopane          | –                  |
| 1977 | Andrzej Rapacz (WKS Zakopane)                                | –                                        | –                                          | Andrzej Rapacz (WKS Zakopane)            | –                     | –                  |
| 1978 | Andrzej Rapacz (WKS Zakopane)                                | –                                        | –                                          | Jerzy Szyda (MKS Bodzentyń)              | –                     | –                  |
| 1979 | Andrzej Rapacz (WKS Zakopane)                                | –                                        | –                                          | Władysław Grysztar (Górnik Iwonicz)      | WKS Zakopane          | –                  |
| 1980 | Stanisław Trebunia (WKS Zakopane)                            | –                                        | –                                          | Leopold Latawiec (WKS Zakopane)          | WKS Zakopane          | –                  |
| 1981 | Leopold Latawiec (WKS Zakopane)                              | –                                        | –                                          | Władysław Grysztar (Górnik Iwonicz)      | WKS Zakopane          | –                  |
| 1982 | Leopold Latawiec (WKS Zakopane)                              | –                                        | –                                          | Jerzy Szyda (Górnik Wałbrzych)           | WKS Zakopane          | –                  |
| 1983 | Władysław Grysztar (Górnik Iwonicz)                          | –                                        | –                                          | Krzysztof Ptaszkowski (WKS Zakopane)     | WKS Zakopane          | –                  |
| 1984 | Jerzy Gładysz (WKS Zakopane)                                 | –                                        | –                                          | Tadeusz Bobak (WKS Zakopane)             | WKS Zakopane          | –                  |
| 1985 | Leszek Mozolewski (Górnik Wałbrzych)                         | –                                        | –                                          | Władysław Grysztar (Górnik Iwonicz)      | WKS Zakopane          | –                  |
| 1986 | Władysław Grysztar (Górnik Iwonicz)                          | –                                        | –                                          | Władysław Chyc-Mulik (WKS Zakopane)      | Górnik Wałbrzych      | –                  |
| 1987 | Kazimierz Urbaniak (Górnik Wałbrzych)                        | –                                        | –                                          | Kazimierz Urbaniak (Górnik Wałbrzych)    | Górnik Wałbrzych      | –                  |
| 1988 | Adam Kania (WKS Zakopane)                                    | –                                        | –                                          | Jan Ziemianin (Turbacz Mszana Dolna)     | Górnik Wałbrzych      | –                  |
| 1989 | Jan Ziemianin (Turbacz Mszana Dolna)                         | –                                        | –                                          | Piotr Pluta (Górnik Wałbrzych)           | Górnik Wałbrzych      | –                  |
| 1990 | Jan Ziemianin (Turbacz Mszana Dolna)                         | –                                        | –                                          | Krzysztof Sosna (Dynamit Chorzów)        | –                     | –                  |
| 1991 | Krzysztof Sosna (Dynamit Chorzów)                            | –                                        | –                                          | Jan Wojtas (Górnik Wałbrzych)            | Górnik Wałbrzych      | –                  |
| 1992 | Krzysztof Topór (WKS Zakopane)                               | –                                        | –                                          | Dariusz Kozłowski (Górnik Wałbrzych)     | Górnik Wałbrzych      | –                  |
| 1993 | Jan Ziemianin (Dynamit Chorzów)                              | –                                        | –                                          | Jan Ziemianin (Dynamit Chorzów)          | Biathlon Wałbrzych    | –                  |
| 1994 | Tomasz Sikora (Biathlon Śląski)                              | –                                        | –                                          | Jan Ziemianin (WKS Zakopane)             | Biathlon Wałbrzych    |                    |
| 1995 | Jan Wojtas (Biathlon Wałbrzych)                              | –                                        | –                                          | Jan Ziemianin (WKS Zakopane)             | WKS Zakopane          | WKS Zakopane       |
| 1996 | Tomasz Sikora (Dynamit Chorzów)                              | –                                        | –                                          | Wiesław Ziemianin (WKS Zakopane)         | WKS Zakopane          | Biathlon Wałbrzych |
| 1997 | Wiesław Ziemianin (WKS Zakopane)                             | –                                        | –                                          | Jan Ziemianin (WKS Zakopane)             | –                     | –                  |
| 1998 | Jan Ziemianin (WKS Zakopane)                                 | –                                        | –                                          | Wojciech Kozub (WKS Zakopane)            | WKS Zakopane          | WKS Zakopane       |
| 1999 | Tomasz Sikora (Dynamit Chorzów)                              | Tomasz Sikora (Dynamit Chorzów)          | –                                          | Tomasz Sikora (Dynamit Chorzów)          | –                     | –                  |
| 2000 | Tomasz Sikora (Dynamit Chorzów)                              | Wojciech Kozub (WKS Zakopane)            | –                                          | Wojciech Kozub (WKS Zakopane)            | WKS Zakopane          | –                  |
| 2001 | Wojciech Kozub (WKS Zakopane)                                | Wojciech Kozub (WKS Zakopane)            | –                                          | Tomasz Sikora (Dynamit Chorzów)          | WKS Zakopane          | –                  |
| 2002 | Krzysztof Topór (BKS WP Kościelisko)                         | Tomasz Sikora (Dynamit Chorzów)          | –                                          | Tomasz Sikora (Dynamit Chorzów)          | BKS WP Kościelisko    | –                  |
| 2003 | Tomasz Sikora (Dynamit Chorzów)                              | Tomasz Sikora (Dynamit Chorzów)          | –                                          | Sylwester Kulig (AZS AE Wałbrzych)       | AZS AWF Katowice      | –                  |
| 2004 | Wiesław Ziemianin (BKS WP Kościelisko)                       | Krzysztof Pływaczyk (AZS AE Wrocław)     | –                                          | Tomasz Sikora (Dynamit Chorzów)          | AZS AWF Katowice      | –                  |
| 2005 | Tomasz Sikora (Dynamit Chorzów)                              | Tomasz Sikora (Dynamit Chorzów)          | –                                          | Wiesław Ziemianin (BKS WP Kościelisko)   | –                     | –                  |
| 2006 | Tomasz Sikora (Dynamit Chorzów)                              | Michał Piecha (AZS AWF Katowice)         | –                                          | Krzysztof Pływaczyk (AZS AE Wrocław)     | AZS AWF Katowice      | –                  |
| 2007 | Tomasz Sikora (Dynamit Chorzów)                              | Tomasz Sikora (Dynamit Chorzów)          | –                                          | Grzegorz Bodziana (AZS AWF Katowice)     | BKS WP Kościelisko    | –                  |
| 2008 | Tomasz Sikora (Dynamit Chorzów)                              | Tomasz Sikora (Dynamit Chorzów)          | –                                          | –                                        | –                     | –                  |
| 2009 | Tomasz Sikora (Dynamit Chorzów)                              | Tomasz Sikora (Dynamit Chorzów)          | –                                          | Tomasz Sikora (Dynamit Chorzów)          | BKS WP Kościelisko    | –                  |
| 2011 | Tomasz Sikora (AZS AWF Katowice)                             | Krzysztof Pływaczyk (BKS WP Kościelisko) | Krzysztof Pływaczyk (BKS WP Kościelisko)   | –                                        | BKS WP Kościelisko    | –                  |
| 2012 | Tomasz Sikora (AZS AWF Katowice)                             | Tomasz Sikora (AZS AWF Katowice)         | Tomasz Sikora (AZS AWF Katowice)           | Tomasz Sikora (AZS AWF Katowice)         | AZS AWF Katowice      | –                  |
| 2013 | Łukasz Słonina (AZS AWF Wrocław)                             | Łukasz Szczurek (BKS WP Kościelisko)     | Krzysztof Pływaczyk (BKS WP Kościelisko)   | Krzysztof Pływaczyk (BKS WP Kościelisko) | BKS WP Kościelisko    | –                  |
| 2014 | Krzysztof Pływaczyk (BKS WP Kościelisko)                     | –                                        | Krzysztof Pływaczyk (BKS WP Kościelisko)   | –                                        | –                     | –                  |
| 2015 | Krzysztof Pływaczyk (BKS WP Kościelisko)                     | –                                        | Grzegorz Guzik (BLKS Żywiec)               | Łukasz Szczurek (BKS WP Kościelisko)     | BKS WP Kościelisko    | –                  |
| 2016 | Grzegorz Guzik (BLKS Żywiec)                                 | –                                        | –                                          | –                                        | BKS WP Kościelisko    | –                  |
| 2017 | Grzegorz Guzik (BLKS Żywiec)                                 | Grzegorz Guzik (BLKS Żywiec)             | Łukasz Szczurek (BKS WP Kościelisko)       | –                                        | –                     | –                  |
| 2018 | Grzegorz Guzik (BLKS Żywiec)                                 | –                                        | Łukasz Szczurek (BKS WP Kościelisko)       | –                                        | –                     | –                  |
| 2019 | Mateusz Janik (AZS AWF Wrocław)                              | –                                        | Łukasz Szczurek (BKS WP Kościelisko)       | –                                        | –                     | –                  |
| 2020 | –––––                                                        | –––––                                    | –––––                                      | –––––                                    | –––––                 | –––––              |
| 2021 | Andrzej Nędza-Kubiniec (BKS WP Kościelisko)                  | –                                        | Grzegorz Guzik (BLKS Żywiec)               | Jan Guńka (BKS WP Kościelisko)           | –                     | –                  |
| 2022 | Marcin Zawół (MKS Karkonosze Jelenia Góra)                   | –                                        | Grzegorz Guzik (BLKS Żywiec)               | Wojciech Filip (AZS AWF Wrocław)         | –                     | –                  |
| 2023 | –––––                                                        | –––––                                    | –––––                                      | –––––                                    | –––––                 | –––––              |
| 2024 | Jan Guńka (BKS WP Kościelisko)                               | –                                        | Marcin Zawół (MKS Karkonosze Jelenia Góra) | –                                        | –                     | –                  |
| 2025 | Konrad Badacz (MKS Karkonosze Jelenia Góra BOSSM Czarny Bór) | –                                        | Jan Guńka (BKS WP Kościelisko)             | –                                        | –                     | –                  |

### Kobiety
| Rok  | Sprint (7,5 km)                             | Bieg pościgowy (10 km)                          | Bieg masowy (12,5 km)                           | Bieg indywidualny (15 km)                       | Sztafeta (3 x 7,5 km)       | Drużynowo                   |
| ---- | ------------------------------------------- | ----------------------------------------------- | ----------------------------------------------- | ----------------------------------------------- | --------------------------- | --------------------------- |
| 1990 | Agata Suszka (Dynamit Chorzów)              | –                                               | –                                               | Zofia Kiełpińska (Dynamit Chorzów)              | –                           | –                           |
| 1991 | Halina Pitoń (Dynamit Chorzów)              | –                                               | –                                               | Krystyna Liberda (Dynamit Chorzów)              | Dynamit Chorzów             | –                           |
| 1992 | Zofia Kiełpińska (Dynamit Chorzów)          | –                                               | –                                               | Krystyna Liberda (Dynamit Chorzów)              | Dynamit Chorzów             | –                           |
| 1993 | Agata Suszka (Dynamit Chorzów)              | –                                               | –                                               | Helena Mikołajczyk (Tytan Zakopane)             | Tytan Zakopane              | –                           |
| 1994 | Anna Stera (Orlica Duszniki-Zdrój)          | –                                               | –                                               | Anna Stera (Orlica Duszniki-Zdrój)              | –                           | –                           |
| 1995 | Halina Pitoń (Legia Zakopane)               | –                                               | –                                               | Anna Stera (MKS Duszniki-Zdrój)                 | WKS Zakopane                | WKS Zakopane                |
| 1996 | Anna Stera (Orlica Duszniki-Zdrój)          | –                                               | –                                               | Anna Stera (Orlica Duszniki-Zdrój)              | MKS Karkonosze Jelenia Góra | MKS Karkonosze Jelenia Góra |
| 1997 | Agata Suszka (Dynamit Chorzów)              | –                                               | –                                               | Agata Suszka (Dynamit Chorzów)                  | –                           | –                           |
| 1998 | Halina Guńka (WKS Zakopane)                 | –                                               | –                                               | Agata Suszka (Dynamit Chorzów)                  | WKS Zakopane                | WKS Zakopane                |
| 1999 | Agata Suszka (Dynamit Chorzów)              | Agata Suszka (Dynamit Chorzów)                  | –                                               | Agata Suszka (Dynamit Chorzów)                  | Dynamit Chorzów             | –                           |
| 2000 | Magdalena Gwizdoń (KKS Bielsko-Biała)       | Magdalena Grzywa (WKS Zakopane)                 | –                                               | Magdalena Grzywa (WKS Zakopane)                 | WKS Zakopane                | –                           |
| 2001 | Beata Kiełtyka (WKS Zakopane)               | Magdalena Gwizdoń (KKS Bielsko-Biała)           | –                                               | Magdalena Gwizdoń (KKS Bielsko-Biała)           | WKS Zakopane                | –                           |
| 2002 | Magdalena Grzywa (AZS AWF Katowice)         | Magdalena Gwizdoń (KKS Bielsko-Biała)           | –                                               | Magdalena Grzywa (AZS AWF Katowice)             | BKS WP Kościelisko          | –                           |
| 2003 | Magdalena Grzywa (AZS AWF Katowice)         | Magdalena Grzywa (AZS AWF Katowice)             | –                                               | Magdalena Gwizdoń (KKS Bielsko-Biała)           | MKS Duszniki-Zdrój          | –                           |
| 2004 | Krystyna Pałka (AZS AWF Katowice)           | Magdalena Nykiel (MKS Karkonosze Jelenia Góra)  | –                                               | Magdalena Gwizdoń (KKS Bielsko-Biała)           | AZS AWF Katowice            | –                           |
| 2005 | Magdalena Gwizdoń (BLKS Żywiec)             | Magdalena Gwizdoń (BLKS Żywiec)                 | –                                               | Krystyna Pałka (AZS AWF Katowice)               | –                           | –                           |
| 2006 | Krystyna Pałka (AZS AWF Katowice)           | Magdalena Gwizdoń (BLKS Żywiec)                 | –                                               | Magdalena Gwizdoń (BLKS Żywiec)                 | AZS AWF Katowice            | –                           |
| 2007 | Magdalena Gwizdoń (BLKS Żywiec)             | Krystyna Pałka (AZS AWF Katowice)               | –                                               | Agnieszka Grzybek (MKS Karkonosze Jelenia Góra) | AZS AWF Katowice            | –                           |
| 2008 | Krystyna Pałka (AZS AWF Katowice)           | Weronika Nowakowska-Ziemniak (AZS AWF Katowice) | –                                               | –                                               | –                           | –                           |
| 2009 | Krystyna Pałka (AZS AWF Katowice)           | Agnieszka Grzybek (MKS Karkonosze Jelenia Góra) | –                                               | Weronika Nowakowska-Ziemniak (AZS AWF Katowice) | AZS AWF Katowice            | –                           |
| 2011 | Agnieszka Cyl (MKS Karkonosze Jelenia Góra) | Agnieszka Cyl (MKS Karkonosze Jelenia Góra)     | Monika Hojnisz (UKS Lider Katowice)             | –                                               | AZS AWF Katowice            | –                           |
| 2012 | Karolina Pitoń (BKS WP Kościelisko)         | Krystyna Pałka (AZS AWF Katowice)               | Weronika Nowakowska-Ziemniak (AZS AWF Katowice) | Krystyna Pałka (AZS AWF Katowice)               | AZS AWF Katowice            | –                           |
| 2013 | Magdalena Gwizdoń (BLKS Żywiec)             | Magdalena Gwizdoń (BLKS Żywiec)                 | Kinga Mitoraj (BKS WP Kościelisko)              | Agnieszka Cyl (MKS Karkonosze Jelenia Góra)     | AZS AWF Katowice            | –                           |
| 2014 | Magdalena Gwizdoń (BLKS Żywiec)             | –                                               | Paulina Bobak (AZS AWF Katowice)                | –                                               | –                           | –                           |
| 2015 | Magdalena Gwizdoń (BLKS Żywiec)             | –                                               | Krystyna Guzik (AZS AWF Katowice)               | Krystyna Guzik (AZS AWF Katowice)               | BKS WP Kościelisko          | –                           |
| 2016 | Krystyna Guzik (AZS AWF Katowice)           | –                                               | –                                               | –                                               | BKS WP Kościelisko          | –                           |
| 2017 | Monika Hojnisz (AZS AWF Katowice)           | Kamila Żuk (AZS AWF Katowice)                   | Monika Hojnisz (AZS AWF Katowice)               | –                                               | –                           | –                           |
| 2018 | Krystyna Guzik (AZS AWF Katowice)           | –                                               | Karolina Pitoń (BKS WP Kościelisko)             | –                                               | –                           | –                           |
| 2019 | Magdalena Gwizdoń (BLKS Żywiec)             | –                                               | Karolina Pitoń (BKS WP Kościelisko)             | –                                               | –                           | –                           |
| 2020 | –––––                                       | –––––                                           | –––––                                           | –––––                                           | –––––                       | –––––                       |
| 2021 | Monika Hojnisz-Staręga (AZS AWF Katowice)   | –                                               | Anna Mąka (BKS WP Kościelisko)                  | Monika Hojnisz-Staręga (AZS AWF Katowice)       | –                           | –                           |
| 2022 | Monika Hojnisz-Staręga (AZS AWF Katowice)   | –                                               | Monika Hojnisz-Staręga (AZS AWF Katowice)       | Kamila Cichoń (IKN Górnik Iwonicz-Zdrój)        | –                           | –                           |
| 2023 | –––––                                       | –––––                                           | –––––                                           | –––––                                           | –––––                       | –––––                       |
| 2024 | Natalia Sidorowicz (AZS AWF Katowice)       | –                                               | Anna Mąka (BKS WP Kościelisko)                  | –                                               | –                           | –                           |
| 2025 | Anna Nędza-Kubiniec (BKS WP Kościelisko)    | –                                               | Wiktoria Celczyńska (KS AZS AWF Katowice)       | –                                               | –                           | –                           |

### Mieszane
| Rok  | Sztafeta mieszana  | Pojedyncza szt. mieszana |
| ---- | ------------------ | ------------------------ |
| 2017 | BKS WP Kościelisko | BLKS Żywiec              |
| 2018 | –                  | –                        |
| 2019 | BKS WP Kościelisko | –                        |
| 2020 | –––––              | –––––                    |
| 2021 | –                  | –                        |
| 2022 | –                  | –                        |
| 2023 | –                  | –                        |
| 2024 | –                  | –                        |
| 2025 | –                  | KS AZS AWF Katowice      |